# Nedașkî, Malîn
Nedașkî (în ucraineană Недашки) este localitatea de reședință a comunei Nedașkî din raionul Malîn, regiunea Jîtomîr, Ucraina.

## Demografie
Componența lingvistică a localității Nedașkî
     Ucraineană (97,3%)
     Rusă (1,86%)
     Alte limbi (0,68%)
Conform recensământului din 2001, majoritatea populației localității Nedașkî era vorbitoare de ucraineană (97,3%), existând în minoritate și vorbitori de rusă (1,86%).